# Opuntia bravoana
Opuntia bravoana là một loài thực vật có hoa trong họ Cactaceae. Loài này được Baxter mô tả khoa học đầu tiên năm 1933.